# Drie-eenheidskerk in Orechovo-Borisovo
De Drie-eenheidskerk of Kerk van de Heilige Drie-eenheid aan de Borisov-vijvers (Russisch: Храм Троицы в Орехове-Борисове) is een Russisch-orthodoxe Kerk in de Russische hoofdstad Moskou. De kerk werd in de periode van 2001-2004 gebouwd in het stadsdeel Orechovo-Borisovo Noord. Het betreft een van de grootste nieuwbouwkerken in Rusland uit de periode na het einde van de Sovjet-Unie.

## Geschiedenis
Het besluit om deze Drie-eenheidskerk te bouwen viel reeds in 1988 in het kader van de viering van 1000 jaar christendom in Rusland. De kerk zou echter iets ten westen van de huidige locatie worden gebouwd. Op 13 juni 1988 werd door patriarch Pimen I de eerste steen gezegend van de kerk. Verschillende redenen leidden echter tot stillegging van de bouw, o.a. het plan uit 1995 om de kathedraal van Christus de Verlosser te herbouwen.
Eerst in september 2001 kon de bouw van de Drie-eenheidskerk worden voortgezet. Op 1 september hield patriarch Aleksi II op de bouwplaats een gebedsdienst. De wijding van de kerk vond plaats op 19 mei 2004 door patriarch Alexius II. Tot de genodigden behoorden een delegatie van de Russisch-orthodoxe Kerk in het Buitenland onder leiding van metropoliet Laurus en een afgevaardigde van de bouwonderneming Baltic Construction Company.

## Omschrijving
Het kerkgebouw werd in Neo-Byzantijnse stijl opgetrokken. Het is een centraalbouw op een grondplan van een Grieks kruis met een hoge koepel en vier apsissen. De hoogte tot het kruis op de koepel bedraagt 70 meter. In de kerk is plaats voor ongeveer 4000 personen. In de kelder bevindt zich een doopbekken voor de doop van volwassenen.
Bij het kerkgebouw behoort ook een kapel die aan de Russische vorst Alexander Jaroslavitsj Nevski is gewijd, een zondagsschool en een klokkentoren.